# Tabanus conius
Tabanus conius är en tvåvingeart som beskrevs av Philip 1959. Tabanus conius ingår i släktet Tabanus och familjen bromsar. Inga underarter finns listade i Catalogue of Life.